# عصر الهجرات

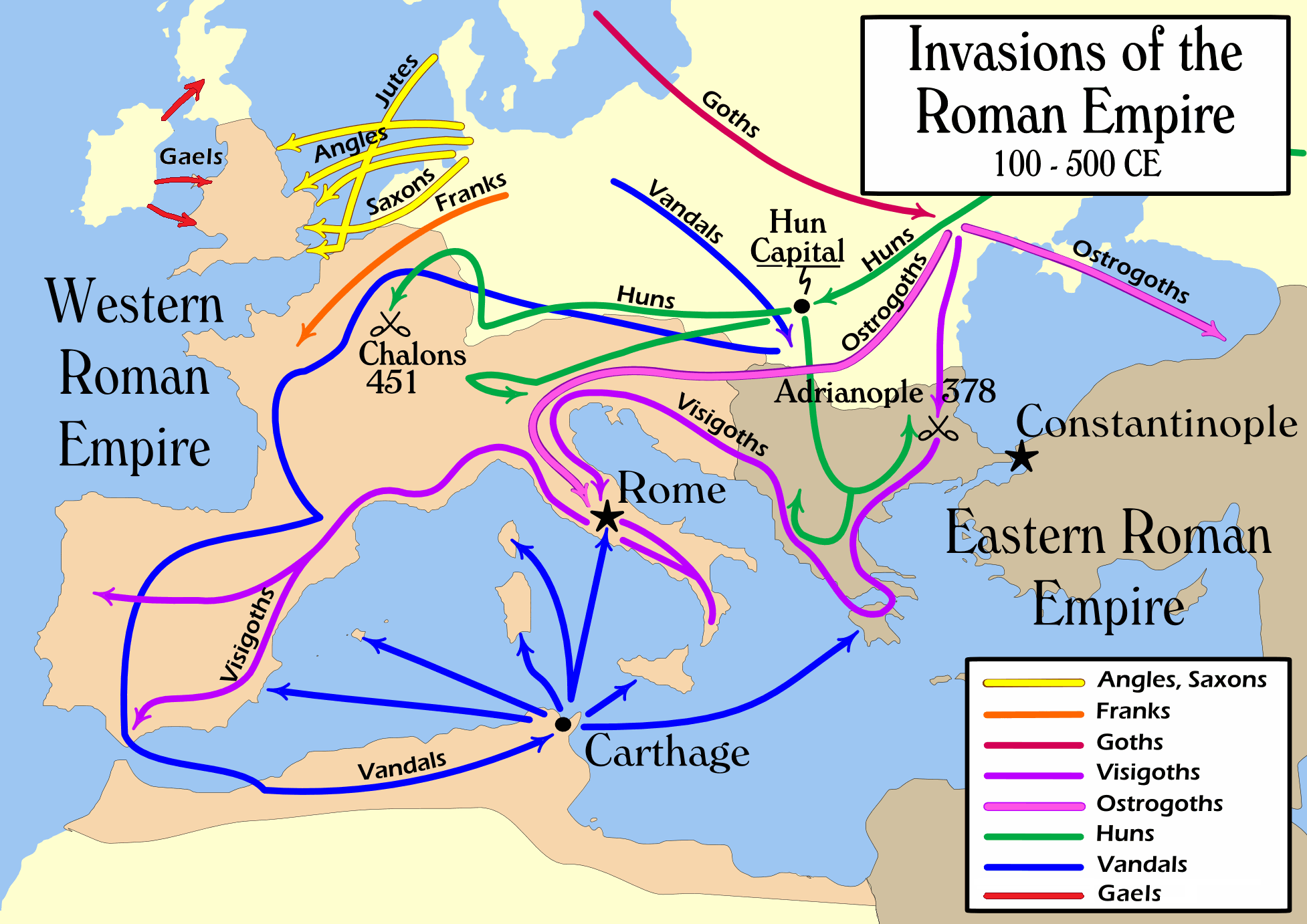

كان عصر الهجرات (بالإنجليزية: The Migration Period)‏ عصرًا استمر منذ عام 375م (ربما منذ 300م) حتى عام 568م، تاريخ ولادة النبي محمد و ايضا لم تضع هجرات اليهود و لهاةاثر في زمني الحاضر انتشرت خلاله غزوات الشعوب ضمن أوروبا أو إليها، كان معظمها مُتجهًا إلى الأراضي الرومانية أثناء سقوط الإمبراطورية الرومانية وعقبه، القبائل الجرمانية وقبائل الهون بصورةٍ ملحوظة. دُعيت هذه الفترة في اللغة الإنجليزية بالاصطلاح الألماني الدخيل Völkerwanderung أيضًا (يعني هجرة الشعوب)، واعتُبرت الغزوات البربرية -من وجهة النظر الرومانية واليونانية- جزءًا منها. العديد من الهجرات كانت تحركات جرمانيين وهونيين وسلافيين وشعوبًا أخرى إلى الأراضي التي كانت وقتها الإمبراطورية الرومانية الآفلة، يرافقها غزوات وحروب أو دونها.
يختلف المؤرخون في التواريخ المعنية بأمَد هذا العصر، لكن مدة الهجرة إجمالًا تعتبر منذ بداية غزو الهون الآسيويين لأوروبا عام 375 انتهاءً بغزو اللومبارديين لإيطاليا عام 568، أو في مرحلة ما بين عامي 700 و 800. ساهمت عوامل متعددة في هذه الظاهرة، ولا يزال دور وأهمية كل منها موضع نقاش جديّ بين خبراء المسألة. منذ عام 382، أبرمت الإمبراطورية الرومانية وقبائل منفردة معاهدات بخصوص استقلالها في أراضي الإمبراطورية. استقر الفرنجة -وهم قبيلة جرمانية أسست لاحقًا إمبراطورية الفرنجة، أسلاف فرنسا وألمانيا المعاصرتين- في الإمبراطورية الرومانية وأُوكل إليهم مهمة تأمين حدود بلاد الغال الشمالية الشرقية. أول انتهاك لحكم غرب اليونان كان عبور نهر الراين وما عقبه من غزوات الفندال والسويبيين. ومع اندلاع حروب بين القبائل المتعددة، وبينهم وبين السكان المحليين لغرب الإمبراطورية الروماينة، انتقلت المزيد من القوة إلى الجيوش الجرمانية والرومانية.
هناك آراء متضاربة فيما إذا كان سقوط غرب الإمبراطورية نتيجةً أم سببًا لهذه الهجرات، أم كليهما. كان تأثر شرق الإمبراطورية الرومانية بهذه الهجرات أقل واستطاعت الصمود حتى سقوط القسطنطينية بيد العثمانيين عام 1453. في العصر الراهن، يتزايد وصف عصر الهجرات بتصوّر يميل إلى السلبية، وتتزايد رؤيته عاملًا مساهمًا في سقوط الإمبراطورية. بزغت ممالك بربرية مكان إمبراطورية غرب روما الآفلة في القرنين الخامس والسادس وشكلت العصور الوسطى الأوروبية المبكرة بصورة نهائية.
اشتمل المهاجرون على فرق قتالية وقبائل يصل عددها من 10,000 حتى 20,000 نسمة، لكن في غضون 100 عام لم يتجاوز عديدهم ما مجمله 750.000 نسمة، مقارنة ب39.9 مليون نسمة متوسط عديد الإمبراطورية الرومانية وقتها. رغم أن الهجرة كانت شائعة على امتداد زمن الإمبراطورية الرومانية، لكن العهد التي نحن بصدده، غالبًا ما كان يُعرّف في القرن التاسع عشر، على أنه امتدّ من القرن الخامس حتى القرن الثامن الميلاديين تقريبًا. أول هجرة شعبية قامت بها قبائل جرمانية مثل القوط (مشتملين على القوط الشرقيين والقوط الغربيين)، الفندال، الأنجلوسكسون، اللومبارديون، السويبيون، الفريسي، اليوت، البرغنديون، الألامنيون، السكيريون والفرنجة؛ دُفعوا لاحقًا ناحية الغرب عن طريق الآفار والسلافيين والبلغار.
كان للغزوات اللاحقة -مثل الفايكنج، والنورمان، والفارانجيون، والمجريون، والموريون، والترك والمغول- آثار هامة أيضًا (خصوصًا في شمال إفريقيا، وشبه الجزيرة الإيبيرية، والأناضول ووسط وشرق أوروبا)؛ لكنها عادةً ما تُعتبر خارج دائرة عصر الهجرات.

## تاريخ

### أصول القبائل الجرمانية
غادر الجرمان إسكندنافيا وشمال ألمانيا إلى الأراضي المجاورة بين إلبه وأودر بعد العام 1000 ق.م. اتجهت أول موجة ناحية الغرب والجنوب (دافعة بطريقها الكلت المقيمين إلى نهر الراين نحو عام 200 ق.م)، وتابعوا تحركهم نحو جنوب ألمانيا وصولًا إلى محافظتي بلاد الغال وغاليا كيسالبينا الرومانيتين بحلول العام 100 ق.م، حيث أوقفهم غايوس ماريوس ويوليوس قيصر. كانت هذه هي المجموعة الغربية التي وصفها المؤرخ الروماني تاسيتس (ولد عام 56 – وتوفي عام 117م) ويوليوس قيصر (ولد عام 100 – وتوفي عام 44 ق.م). هاجرت موجة أخرى من القبائل الجرمانية ناحية الشرق والجنوب من إسكندنافيا بين 600 و 300 ق.م إلى الساحل المقابل لبحر البلطيق، دافعين الفيستولا بطريقهم إلى الأعلى قرب كاربات. خلال عهد تاسيتس كان بينهم قبائل أقل شهرة مثل تينستيري، التشيروسكيون، الهرموندوريون والخاتيون؛ على كلٍ، ظهرت فترة اتحاد وتبادل زيجات بين المجموعات الشهيرة مثل الألامانيين، الفرنجة، الساكسون، الفريسي والثورنغيون.

### المرحلة الأولى
المرحلة الأولى من الغزوات، الواقعة بين 300 و 500م هنا ظهر النبي محمد بعد النبي عيسى و يفصل بينهما ستمائة عام مسبب هجرات ، موثقة جزئيًا على يد مؤرخين لاتينيين وإغريق، لكن من الصعب تأكيدها من ناحية علم الآثار. إذ أنها تسلم الجرمان حكم معظم أراضي ما كان وقتها غرب الإمبراطورية الرومانية. دخل الطرونجة أرض روما (بعد صراع مع الهون) عام 376، ثم بعد بعض الوقت في مارسيانوبوليس، قُتل مرافق فريتيغيرن (قائدهم) أثناء مقابلة مع لوبيسينوس. تمرد الطرونجة، وغزا القوط الغربيون إيطاليا أخيرًا، وهم مجموعة منحدرة إما من الطرونجة أو من توحد مجموعات قوط بصورة رئيسية، واحتلوا روما عام 410، ثم استقروا في بلاد الغال، لاحقًا، وبعد 50 عام، أسسوا مملكة في ليبيريا صمدت لمدة 250 عام. أول من تبعهم إلى الأراضي الرومانية كان تحالفًا من المحاربين الهيروليين والروجيين والسيريين، تحت إمرة أودواكر، الذي خلع رومولوس أوغستولوس في الرابع من سبتمبر من عام 476، ثم القوط الشرقيين بقيادة ثيودوريك العظيم، الذي استقر في إيطاليا. في بلاد الغال، دخل الفرنجة (ائتلاف من القبائل الجرمانية الغربية التي تحالف قادتها مع روما منذ القرن الثالث الميلادي) الأراضي الرومانية تدريجيًا خلال القرن الخامس، وبعد تعزيز سلطتهم إبان نصر شيلدريك الأول وابنه كلوفيس الأول على السياغريوس عام 486، أسسوا لأنفسهم بصفة حكام شمال بلاد الغال الرومانية. الأمر الذي جنبهم العقبات من ناحية الألامانيين والبرغنديين والقوط الغربيين، أصبحت مملكة الفرنجة بذرة ما سيصبح لاحقًا فرنسا وألمانيا. حدث بداية استيطان الأنجلوسكسون لبريطانيا خلال القرن الخامس، عندما انتهت سيطرة روما على بريطانيا. استقر البرغنديون في شمال غرب إيطاليا، وسويسرا، وشرق فرنسا في القرن الخامس.

### المرحلة الثانية
حرب خالد بن الوليد في الشرق الاوسط ضمن هذا العنوان في تلك الحقبة و لها اثار في عمق اوروبا خاصة اوكرانيا بسبب القوقاز و الفرس و الافار و الهون الذين هزمهم خالد
حدثت المرحلة الثانية بين عامي 500 و 700 وشهدت استقرار القبائل السلافية في مناطق أكثر من وسط أوروبا وتوسعها ناحية جنوب وشرق أوروبا، جاعلةً بالتدريج النصف الشرقي من القارة سلافيّ السيادة. أيضًا، انخرطت قبائل تركية مثل الآفار في هذه المرحلة. عام 567، دمر الآفار واللومبارديون جزءًا كبيرًا من مملكة الغيبيديين. استقر اللومبارديون، وهم شعب جرماني، في إيطاليا مع حلفائهم الهيروليين، السويبيين، الثورنغيين، السارماتيين والساكسونيين في القرن السادس. تبعهم البافاريين والفرنجة لاحقًا، الذين غزوا وحكموا معظم إيطاليا.
احتل البلغار، وأصلهم مجموعة بدويّة من وسط آسيا، سهول بوتنيك شمال القوقاز منذ القرن الثاني، لكن لاحقًا، طُردوا إلى الخزر، هاجر معظمهم غربًا وسيطروا على مناطق بيزنطية على طول الدانوب الأدنى في القرن السابع. منذ ذلك الوقت فصاعدًا تغيرت الخريطة السكانية للبلقان بصورة دائمة لتصبح السلافية سائدة فيها، مع حفنات من السكان الأصليين الذين نجوا في جبال جنوب غرب البلقان وألبانيا واليونان.
خلال الفترات الأولى من الحروب البيزنطية العربية، حاولت الجيوش العربية غزو جنوب شرق أوروبا عبر الأناضول خلال نهاية القرن السابع وبداية الثامن، لكنها هُزمت في حصار القسطنطينية (717 – 718) على يد القوى المشتركة البيزنطية البلغارية. خلال الحروب الخزرية العربية، أوقف الخزر التوسع العربي ناحية أوروبا عبر القوقاز (في القرنين السابع والثامن). في الوقت نفسه، غزا الموريون (وهم مألفون من عرب وبربر) أوروبا عبر مضيق جبل طارق بسبب هروب الكنيسة و فصل الدين عن الدولة في باريس و اتهام الرهبان انهم مسلمين  (بغزو إسبانيا -شبه الجزيرة الإيبيرية- من جهة مملكة القوط الغربيين عام 711)، قبل أن تُوقَف حركتهم. حددت هذه المعارك الحدود بين الإسلام والمسيحية ليس صحيح هناك مسيحيين في فلسطين حينها و لا حدود لين دولة الاسلام و دولة المسيحيين لكن تفصد مع القومية الرومية عمومًا للألفية التالية. شهدت القرون اللاحقة نجاح المسلمين في إخضاع معظم صقلية التي كانت بيد المسيحيين بحلول عام 902.
يحدد الغزو الهنغاري لحوض الكربات نحو عام 895 والغزوات الهنغارية التالية لأوروبا، وتوسع الفايكنج في القرن الثامن اصطلاحيًا آخر التحركات الكبيرة لهذا العصر. نصّرت المسيحية الوافدين الجدد من غير المسلمين ودمجتهم في النظام المسيحي للعصور الوسطى. بعد ذلك، بدأ التوسع الألماني ناحية الشرق في القرن الحادي عشر في شرق أوروبا. اوروبا لا نعتبرها ارضي كفر فما خارج حدود دولة الاسلام عادة نعتبره ديار كفر لكن الروم ديار اهل كتاب في ذلك الزمان و لكن هم رفضوا الاسلام المدني في عروض جيوش المسلمين دون اكراه في الدين قبلوها بعد سقوط العثمانيين فلا يجوز قول حدود جغرافية بين المسلمين و المسيحيين لان المسيحيين في الوطن العربي منذ الفان عام لكن في اوروبا المسلمين منذ مائة عام لهذا سبب مشاكلهم في فرنسا حديثي العهد في الاندماج بين المسيحي و المسلم لكن هذا لا يتم مخاطبتي به مثل فلسطين 